# Isaías Carrasco
Isaías Carrasco Miguel (Mondragón, 11 de junio de 1964 - ibídem, 7 de marzo de 2008) fue un político español, concejal del Ayuntamiento de Mondragón (Guipúzcoa) por el Partido Socialista de Euskadi entre 2003 y 2007. Fue asesinado por la banda terrorista ETA a solo dos días de que se celebrasen elecciones generales en España. A raíz de este suceso, la campaña electoral correspondiente a dichos comicios fue suspendida por todos los grupos políticos.

## Biografía

Mapa de Mondragón, localidad natal de Isaías.

Isaías Carrasco nació el 11 de junio de 1964 en Mondragón, Guipúzcoa. Nació en esa localidad a raíz de que sus padres, naturales de la localidad zamorana de Morales de Toro, se establecieron en ella por motivos de trabajo.
Fue edil del consistorio mondragonés entre 2003 y 2007. En las elecciones municipales de ese año, era el sexto en la lista del PSE-EE, pero a raíz de los resultados electorales no pudo renovar su acta. Dentro de su labor como concejal, participó en la Comisión Informativa de Desarrollo Estratégico, y representó a su partido en el Consejo Sectorial de Medio Ambiente. Por otro lado, participó en la Junta de Gobierno de la Comunidad del Alto Deba, sustituyendo a Matilde Martín Delgado.
Trabajaba como cobrador en un peaje de la AP-1, a su paso por Vergara, y era miembro de la Unión General de Trabajadores. Isaías, al no ocupar ningún cargo público, había rechazado utilizar los servicios de un escolta privado. Estaba casado, y en el momento de su muerte tenía tres hijos: dos mujeres, de 20 y 14 años; y un varón, de 4 años.

## Asesinato

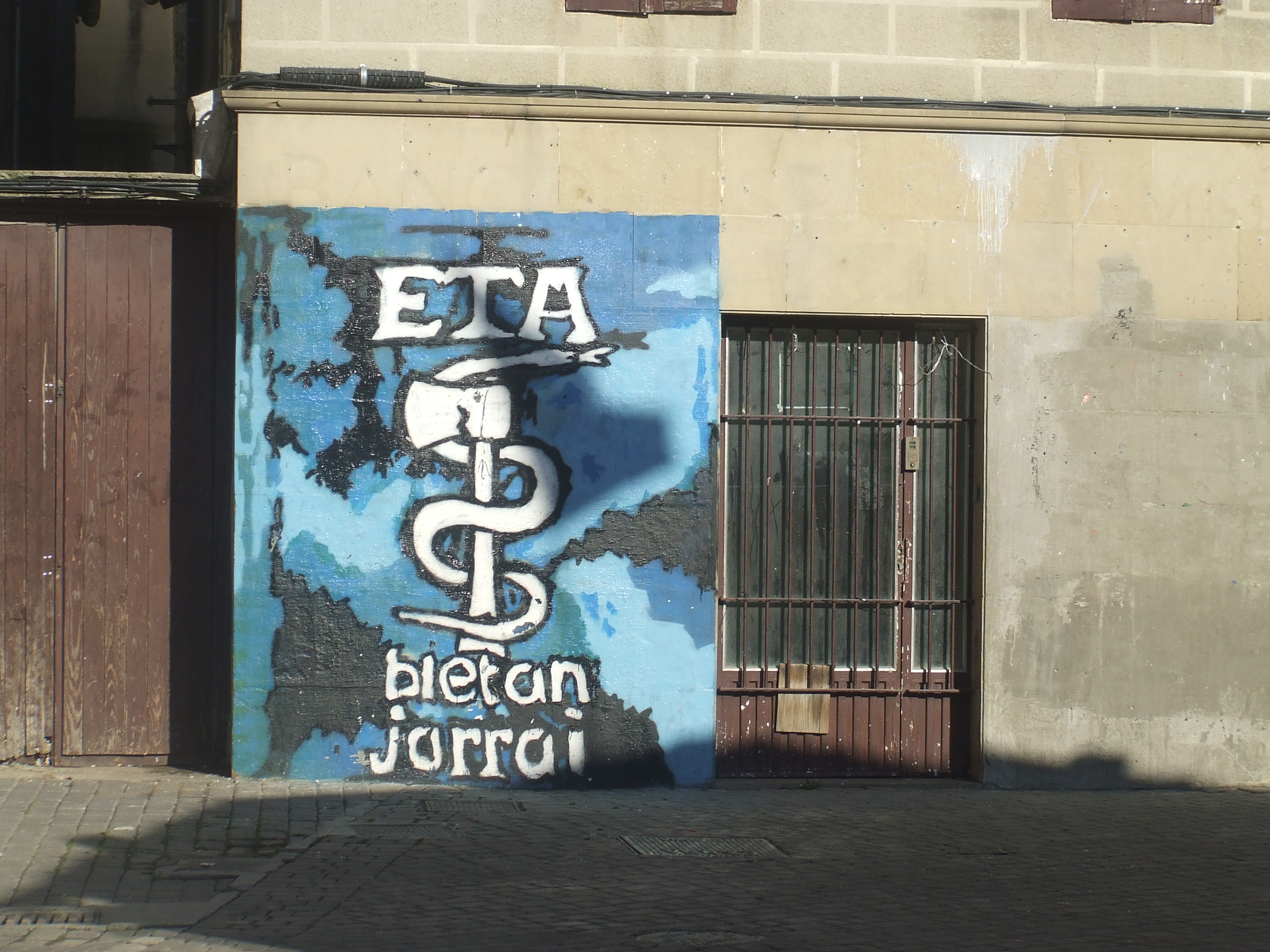
Anagrama de ETA.

El 7 de marzo de 2008 Isaías fue asesinado por Beñat Aginagalde, miembro de la banda terrorista ETA, en Mondragón, su localidad natal. El atentado se produjo a las 13:30 horas aproximadamente, en el portal de su casa, con su mujer y su hija mayor en el interior de la misma. Los hechos, según los narraron dos de los principales periódicos de España (El País y El Mundo), se produjeron cuando el exconcejal socialista se encontraba montado en su vehículo privado, cuando se disponía a ir a trabajar. Beñat, «alto, de complexión fuerte», según fuentes de la Ertzaintza, se acercó al vehículo, y a un metro y medio de distancia abrió fuego. El terrorista efectuó cinco disparos antes de huir, para lo cual se montó en un coche en cuyo interior esperaba otra persona.
Según indica la página web de El Mundo, al oír los disparos su mujer y su hija bajaron donde se encontraba Isaías, que, aunque consiguió salir del vehículo, estaba gravemente herido. A la 13:50 el exedil ingresó en el hospital de Mondragón y, tras dos paradas cardiorrespiratorias, los médicos certificaron su defunción a las 14:40 horas.
La capilla ardiente quedó instalada el mismo 7 de marzo en el ayuntamiento de Mondragón. Así, el 8 de marzo se celebró el funeral, en la iglesia de San Juan Bautista. Tras el acto, miles de personas, anónimas y pertenecientes a la clase política, acudieron al entierro. De hecho, algunos miembros del PSE-EE, como Patxi López, portaron el féretro. El camino al cementerio se convirtió en una improvisada manifestación, en la cual el pueblo fue recorrido mientras los asistentes denunciaron su oposición a la banda terrorista responsable del asesinato. La hija mayor de Isaías leyó un comunicado al término del acto, en el que tildó de «cobardes» a los asesinos de su padre.

## Repercusiones políticas

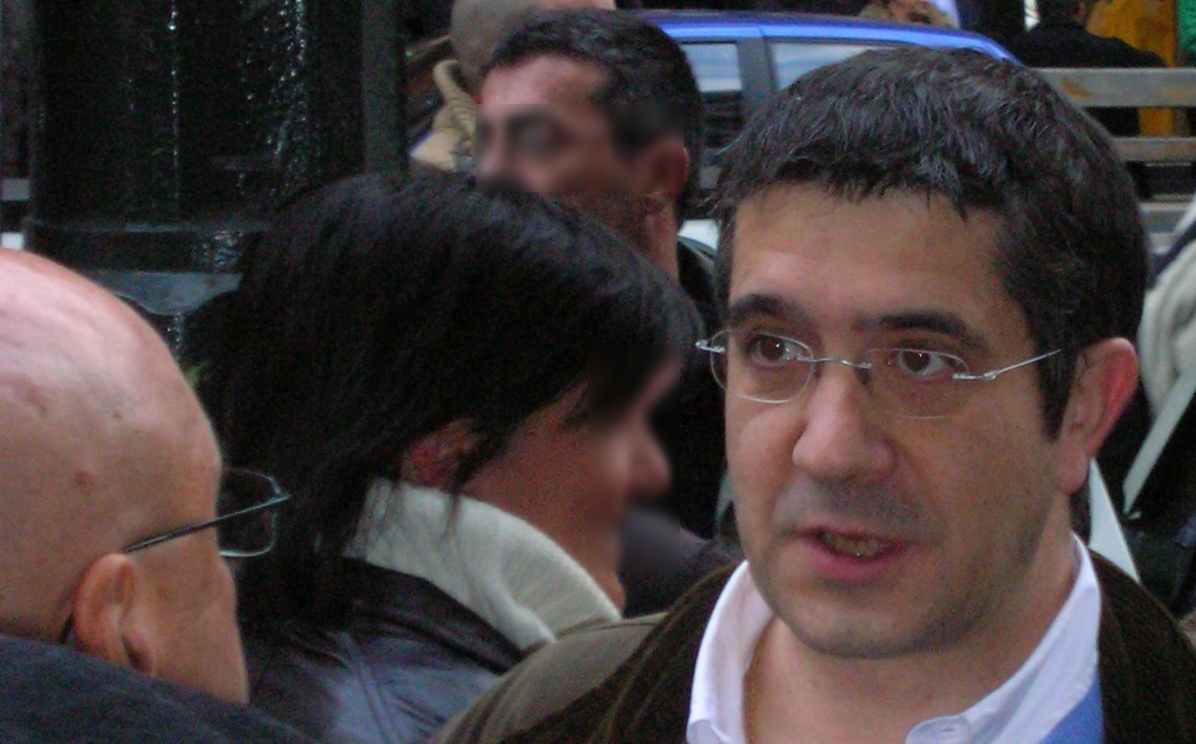
Patxi López, antiguo líder del PSE-EE.

La consecuencia más inmediata del atentado fue la suspensión de la campaña electoral. Esto fue acordado por José Luis Rodríguez Zapatero y Mariano Rajoy en una conversación telefónica. Tras la misma, ambos condenaron el atentado. No solo PSOE y PP, los dos partidos mayoritarios de España, suspendieron su campaña y expresaron su rechazo ante el asesinato. Muchos otros lo hicieron, salvo algunas excepciones como la de CiU. Su líder Josep Antoni Duran i Lleida, no obstante, condenó públicamente el atentado.
Durante la celebración de la capilla ardiente, se produjo un incidente entre Patxi López y Mariano Rajoy. En primer lugar, la familia tenía pensado no recibir a ningún miembro del PP, pero finalmente accedió para que no hubiese ninguna interpretación de tinte político. Finalmente, cuando los dos políticos anteriormente citados se encontraron, Patxi López recriminó a Mariano Rajoy el haber dicho dos semanas antes en el debate televisivo con Zapatero que los socialistas traicionan a las víctimas del terrorismo.
Posteriormente, Patxi López explicó el incidente en su blog personal. Por su parte, María San Gil, líder del Partido Popular del País Vasco, declaró que "Patxi López se arrepentirá de haber increpado a Rajoy".
El 11 de marzo de 2008, en una entrevista concedida a la cadena SER, José Luis Perestelo, diputado por Coalición Canaria y presidente del Cabildo Insular de La Palma, realizó unas duras críticas al discurso pronunciado por Sandra Carrasco, hija de Isaías Carrasco, durante los funerales de su padre, manifestando su disconformidad con el supuesto tono político y las consecuencias electorales de estas palabras. Perestelo acusó al Partido Socialista de manipular a la joven y de aprovecharse de la situación. Estas declaraciones provocaron una serie de reacciones que culminaron con el boicot a la cadena SER por parte de los miembros de Coalición Canaria en La Palma, negándose a atender a esta emisora.
El 2 de abril de 2008, la banda terrorista ETA, a través del diario Gara, emitió un comunicado asumiendo varias "acciones armadas", entre las que se incluía el asesinato de Isaías.

## Detención del autor y juicio
En marzo de 2009, una investigación de la Ertzaintza identificó al presunto etarra Beñat Aguinagalde, condenado a 32 años de cárcel, como el autor del asesinato de Isaías Carrasco y del posterior del empresario Ignacio Uría. El 28 de febrero de 2010 fue detenido en Cahan, Normandía (norte de Francia), y en junio de 2014 fue absuelto de la acusación, al haber demostrado que se encontraba haciendo un examen en el momento del atentado.
La Audiencia Nacional repitió en 2015 la vista por orden del Tribunal Supremo que estimó que la Sala que le había absuelto en el pasado vulneró el derecho a la tutela judicial efectiva por excluir como prueba de cargo sin suficiente motivación la identificación fotográfica del acusado que hizo una testigo que reconoció a Aguinagalde en la escena del crimen. La Sección Tercera de la Sala de lo Penal ha considerado a Aguinagalde culpable de un delito de asesinato terrorista, otro de tenencia de armas y uno de daños con finalidad terrorista. Aguinagalde ha sido condenado a 32 años de prisión y ha estimado que la mujer e hijos de la víctima deben ser indemnizados con medio millón de euros por el daño moral ocasionado y la pérdida de ingresos en la unidad familiar.